# ماريو لاجو
ماريو لاجو (بالإيطالية: Mario Lago)‏ هو دبلوماسي وسياسي إيطالي، ولد في 25 سبتمبر 1878 في سافونا في إيطاليا، وتوفي في 27 أبريل 1950 في إيطاليا.